# Eustala albiventer
Eustala albiventer (Keyserling, 1884) è un ragno appartenente alla famiglia Araneidae.

## Etimologia
Il nome della specie deriva dall'aggettivo latino albus, -a, -um, cioè bianco e venter, -tris, cioè addome, per la colorazione dell'opistosoma

## Caratteristiche
L'olotipo femminile rinvenuto ha dimensioni: cefalotorace lungo 1,2mm, largo 1,2mm; la formula delle zampe è 1243.

## Distribuzione
La specie è stata rinvenuta in alcune località del Brasile: nei pressi di Santa Isabel do Sul, nel distretto di Arroio Grande, nello stato di Rio Grande do Sul.

## Tassonomia
Al 2014 non sono note sottospecie e dal 2010 non sono stati esaminati nuovi esemplari.